# 伊什威
伊什威（英語：Ischua）是位于美国纽约州卡特罗格斯县的一个镇，地处卡特罗格斯县东端、奥利安以北。2010年美国人口普查时，该镇有859人。1846年，伊什威镇从欣斯代尔镇分出，独立建镇。